# جون دونكان (موسيقي)
جون دونكان (بالإنجليزية: John Duncan)‏ هو موسيقي وفنان أمريكي، ولد في 17 يونيو 1953 في ويتشيتا في الولايات المتحدة.

## وصلات خارجية
- الموقع الرسمي
- جون دونكان على موقع ميوزك برينز (الإنجليزية)
- جون دونكان على موقع ديسكوغز (الإنجليزية)